# Els Tracs
Els Tracs és una masia situada al municipi de Riner a la comarca catalana del Solsonès.